# Bernhard Schwarte
Bernhard Schwarte (* um 1590 in Lüdinghausen; † 11. Juli 1624 ebenda), Kötter aus der Bauerschaft Westrup, war ein Opfer der Hexenverfolgungen in Lüdinghausen.

## Hexenprozesse in Lüdinghausen
Höhepunkt der Hexenverfolgungen in Lüdinghausen scheint das Jahr 1624 gewesen zu sein, als in einer Hexenprozesswelle in wenigen Monaten mindestens 20 Personen unter dem Verdacht der Hexerei hingerichtet wurden. Wahrscheinlich lag die Zahl der Opfer höher, da die Akten nur zu einem Teil erhalten sind.
Während der Regierungszeit des Fürstbischofs Ferdinand von Bayern von 1612 bis 1650 sind im Münsterland zahlreiche Hexenprozesse durchgeführt worden. Der Schwerpunkt seiner Politik lag in der Rekatholisierung seines Bistums. Nach einem Ausbruch der Pest 1617 und einem verheerenden Stadtbrand 1619 begann 1621 die Stationierung fürstbischöflicher Soldaten und Übergriffe fremder Truppen. Die sozialen Spannungen entluden sich u. a. dadurch, dass Sündenböcke für die schlechten Zustände gesucht und schließlich in vermeintlichen Hexen und Hexern gefunden wurden.

## Hexenprozess gegen Bernhard Schwarte
In den erhaltenen Unterlagen zu diesem Prozess sind Anlass, das Verfahren und die Hintergründe detailliert beschrieben. Im Jahr 1612 wurde Bernhard Schwarte verdächtigt, er hätte auf einer Kindtaufe den Gastgeber Assenkamp in Westrup mit einer Kanne Koit vergiftet. Schon früher waren er und sein Vater in den Verdacht geraten, auf ihrem Kotten solle es nicht mit rechten Dingen zugegangen sein. Vor seinem Tod wiederholte Assenkamp vor dem Lüdinghauser Richter seine Aussage, er sei von Schwarte vergiftet worden. Seine Witwe beschuldigte in ihrem Zorn Schwarte der Zauberei. Er wehrte sich mit einer Beleidigungsklage, die er aber später zurückzog.
Nach diesen Zwischenfällen war es wieder ruhig um Schwarte geworden bis zum Sommer 1623. Der Westruper Bauer Johan Goecke hatte zusammen mit Schwarte gedroschen, stürzte dann aber so unglücklich, dass er sich sein linkes Bein brach. Als die Heilung des Bruches nach zehn Tagen gute Fortschritte gemacht hatte, kamen Schwarte und seine Frau zu einem Besuch an das Krankenlager. Schwarte besah sich das gebrochene Bein und erklärte: „Johan, ich glaube nicht, dass Euer Bein ganz entzwei ist. Es wird wohl bald wieder besser werden.“ Als sich die Wunde in der folgenden Nacht entzündete, wurde der Meister Henrich Johaninck, Lüdinghauser Abdecker und Henker, der zugleich als Chirurg wirkte, geholt. Er rief betroffen aus: „Was sind hier für böse Leute am Werk gewesen!“ Sophia Schievenhövel, die ihn pflegte, eilte ins Zimmer und entgegnete: „Hier ist niemand gewesen außer Schwarte und seiner Frau!“ Bald sprach das ganze Dorf davon. Obwohl für Bauer Johan Goecke in der Kirche gebetet wurde, wurde er nicht gesund, sondern blieb ein Krüppel.
Im Sommer 1623 fielen innerhalb einer Woche 26 Schweine des Rentmeisters Hörde auf der Burg Lüdinghausen tot um. Sofort erhob sich der Verdacht, das müsse das Werk des Teufels sein. In Verdacht geriet Bernhard Schwarte, der Kötter aus der Bauerschaft Westrup. 1624 wurde Schwarte erneut der Zauberei bezichtigt. Auf dieses „gemeine Gerücht“ hin befahl ihm Junker Wulf, sein Leib- und Grundherr, sich zu verteidigen wie es sich gebühre, andernfalls müsse er den Kotten räumen. Daraufhin strengte Schwarte eine Injurienklage gegen die Leute an, die ihn verleumdet hatten. Doch die Zeugen bezichtigten den Schwarte der Zauberei und forderten seine Verhaftung. Der Richter ließ Schwarte auf der Burg Lüdinghausen inhaftieren. Noch vor Prozessbeginn legte Schwarte vor dem Richter und dem Fron ein umfassendes Geständnis ab. Danach habe er die Zauberkunst vor zwölf Jahren von Merge Dichte gelernt. Merge Dichte wurde später in Davensberg verhaftet und wegen vieler begangener „Übeltaten“ verbrannt.
Am Montag, dem 1. Juli 1624 begann das Verfahren gegen Schwarte im Gerichtshaus auf der Burg. Im „gütlichen“ Verhör musste sich Schwarte zu den Anklagepunkten unter Eid äußern und legte ein umfassendes Geständnis ab: Abkehr von Gott, Teufelsbündnis, Teufelsbuhlschaft, Hexensabbat und Schadenszauber. Seine Angaben reichten aus, um ihn zum Tode zu verurteilen. Doch der Fiscus [Staatsanwalt] war der Ansicht, Schwarte hätte viele Maleficien [Untaten] noch nicht gestanden und forderte die „schärfere Nachfrage“. Der Richter und die Schöffen stimmten der Folter zu. Am selben Tage wurde Schwarte der Tortur unterworfen. Schwarte widerrief alle Denunziationen: er habe keine Mitgesellen gehabt, das habe er aus List des Teufels gesagt. Aber er gestand weiteren Schadenszauber, Morde an einem Menschen und an Tieren von Nachbarn. Schließlich bekannte er, worauf alle gewartet hatten: Er habe auch des Rentmeisters Schweine vergiftet.
Drei Tage später wurde am 4. Juli dem Angeklagten in Anwesenheit des Richters und der Schöffen sein Bekenntnis noch einmal verlesen. Als Schwarte die Vergiftung der Schweine erneut bestätigte, verlangte der Rentmeister Hörde Schadensersatz in Höhe von 100 Reichstalern. Er forderte die Beschlagnahmung des beweglichen Besitzes von Schwarte. Der Richter erkannte die Forderung des Rentmeisters an. Im Haus des Angeklagten wurden eine Milchkuh, eine Färse und zwei Ferkel beschlagnahmt und dem Rentmeister übergeben.

## Urteil und Hinrichtung
Das Urteil wurde abgefasst, nach Münster an das Domkapitel zur Bestätigung geschickt und danach öffentlich verlesen: ist wegen der gerichtlich bekannten und befundenen Untaten für Recht erkannt, dass der Beklagte lebendig auf eine Leiter gebunden, gewürgt und mit vor die Brust gehängten Büchsenpulver mit dem Feuer vom Leben zum Tode gestraft werden soll. Durch den Brustbeutel sollte der Tod beschleunigt werden als Gnadenerweis der Gerichtsherren. Schwarte wurde auf einem Karren zur Hinrichtungsstätte im Scharperott gebracht. Nachdem Schwarte noch einmal sein Geständnis wiederholt und der Priester die Absolution erteilt hatte, führte der Scharfrichter die Hinrichtung vor den Augen der Menge aus. Bernhard Schwarte wurde am 11. Juli 1624 verbrannt.

## Hexenprozess gegen Heidtmann und seine Frau
Vor seinem Tod allerdings nahm Schwarte die Entlastung der von ihm denunzierten Menschen zurück und setzte damit eine unheilvolle Prozesskette in Gang. Er bezichtigte acht Menschen der Zauberei, darunter einen Mann namens Heidtmann und dessen Frau. Vor seinem Tod wurde er mit beiden konfrontiert. Zwar wiesen beide die Vorwürfe zurück, trotzdem wurde ein Hexenprozess gegen sie eröffnet. Nach der Folter starben die Frau von Heidtmann im Gefängnis und der Mann auf dem Scheiterhaufen. Insgesamt fielen der Prozesswelle 1624 mindestens 20 Personen zum Opfer.